# 586
586 (DLXXXVI) var ett normalår som började en tisdag i den julianska kalendern.

## Händelser

### Okänt datum
- Den västgermanska stammen langobarderna erövrar det område i norra Italien som sedan kommer att kallas Lombardiet.
- Västgoterna ansluter sig till katolicismen.

## Födda
- Theodebert II, kung av Austrasien 595-612.

## Avlidna
- Leovigild, visigotisk kung.